# Фаллуджа
Фаллу́джа (араб. الفلوجة) — місто в Іраку. Розташоване в провінції Анбар приблизно на 57 км західніше Багдада, на річці Євфрат. Часто згадується як «місто мечетей», оскільки тут було побудовано понад 200 мечетей. Фаллуджа має древню історію, однак широку міжнародну славу дістало тільки 2003 року під час війни в Іраку й особливо в 2003–2004 роках під час Іракської війни.

## Наступ у Північному Іраку (2014)
У січні 2014 року ЗМІ повідомили про те, що місто було захоплене бойовиками з угруповання «Ісламська держава Іраку та Леванту», яка вважається одним з основних регіональних філій «Аль-Каіди».